# 川崎村 (岐阜県)
川崎村（かわさきむら）はかつて岐阜県本巣郡に存在した村である。
村名は、この地域に存在した荘園の名、川崎荘に由来する。
合併で巣南村（1964年に巣南町に町制施行）になった後、2003年（平成15年）5月1日に穂積町と合併し瑞穂市となっている。
現在の瑞穂市の北西部にあたり、現在の地名は、大月・宮田・田ノ上・居倉・唐栗・七崎・森になる。

## 歴史
- 垂仁天皇10年、倭姫命は天照大神の御霊代を祀る地を探し、淡海国より美濃国伊久良河（現・瑞穂市居倉）にたどり着く。この地に「伊久良河宮」を築き約4年滞在したという。
- 江戸時代、この地域は大野郡であり、大垣藩領、天領、旗本西尾氏領、旗本青木氏領、旗本徳永氏領であった。
- 1897年（明治30年）4月1日[1] - 大野郡が分割されて、揖斐郡と本巣郡の一部となる。この地域は本巣郡となる。
- 1897年（明治30年）4月1日 - 唐栗村、森村、七崎村、田ノ上村、宮田村、大月村、居倉村の7箇村が合併し、川崎村が発足。
- 1954年（昭和29年）9月20日 - 川崎村、鷺田村、船木村が合併して、巣南村になる。

## 小・中学校
- 川崎村立川崎小学校（現・瑞穂市立西小学校）
- 学校組合立巣南中学校（現・瑞穂市立巣南中学校）

## 観光など
- 天神神社（伊久良河宮）
- 富有柿発祥の地

## その他
- 1953年（昭和28年）の町村合併促進法により、本巣郡南部では、穂積町、船木村、川崎村、鷺田村、本田村、牛牧村の6町村での合併の計画が進められ、町名も「美和町」でほぼ決まっていたという。しかし、この町名が問題となり計画は白紙となっている。現在の瑞穂市は、1953年に計画された美和町とほぼ一致している。